# Distrito de Ibo
El distrito de Ibo (揖保郡 Ibo-gun?) es un distrito localizado en la prefectura de Hyōgo, Japón. En junio de 2019 tenía una población estimada de 33.431 habitantes y una densidad de población de 1.479 personas por km². Su área total es de 22,61 km².

## Localidades
- Taishi